# Vlag van Manabí

Vlag van Manabí (ratio 2:3)

De vlag van Manabí bestaat uit vijf even hoge horizontale banen in de kleurencombinatie groen-wit-groen-wit-groen, met aan de linkerkant een rode driehoek. In het midden van de vlag staat een boog met 22 rode vijfpuntige sterren.

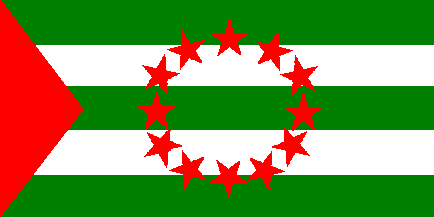
Vlag van Manabí toen de provincie nog twaalf kantons telde

Vlag van Manabí volgens Smith

De 22 rode sterren staan voor de 22 kantons die Manabí vormen en hun onderlinge eenheid. De groene kleur symboliseert de vruchtbaarheid van de bodem, het wit staat voor vrede en het werk voor vooruitgang en het rood symboliseert het bloed dat voor het verkrijgen van de Ecuadoraanse onafhankelijkheid gevloeid is.
Volgens Spectrum Vlaggenboek meldt dat de vlag bestaat uit vijf even hoge horizontale banen met groen-wit-groen-wit-groen in de verhouding 2:1:2:1:2, met aan de vluchtzijde een rode driehoek. In de middelste baan staan drie witte sterren.